# 小路伸亮
小路 伸亮（しょうじ しんすけ、1979年10月28日 - ）は、日本の男性総合格闘家。熊本県出身。玉名工業高校、拓殖大学卒業。

## 来歴
高校時代の1997年に国体レスリングフリースタイル68kg級で優勝。
大学時代の2001年11月、全日本大学選手権69kg級で第3位入賞。同年12月、全日本大学グレコローマン選手権69kg級で優勝を果たした。
2004年11月23日、KILLER BEE所属として第6回アマチュアパンクラスオープントーナメント80kg未満級（5人参加）に出場し、優勝を果たした。
2005年6月5日、パンクラスでプロデビュー。ネオブラッド・トーナメント ウェルター級1回戦で太田洋平と対戦し、開始9秒KO勝ち。
2008年6月1日、パンクラスで伊藤崇文と対戦し、パウンドでTKO勝ち。試合後のリング上で「来年の初めにはライト級のベルトを巻きたい」とアピールした。
2008年7月7日付けでKRAZY BEEを離脱し、フリーランスとなった。
2008年8月27日、第2代ライト級キング・オブ・パンクラス決定戦で大石幸史と対戦予定（7月24日には調印式が行われた）であったが、8月になってから突如引退を表明し、欠場となった。

## 戦績

### プロ総合格闘技
| 総合格闘技 戦績 | 総合格闘技 戦績 | 総合格闘技 戦績 | 総合格闘技 戦績 | 総合格闘技 戦績 | 総合格闘技 戦績 | 総合格闘技 戦績 |
| --------------- | --------------- | --------------- | --------------- | --------------- | --------------- | --------------- |
| 11 試合         | (T)KO           | 一本            | 判定            | その他          | 引き分け        | 無効試合        |
| 6 勝            | 4               | 0               | 2               | 0               | 2               | 0               |
| 3 敗            | 1               | 0               | 2               | 0               | 2               | 0               |

| 勝敗 | 対戦相手       | 試合結果                        | 大会名                                                                      | 開催年月日     |
| ○    | 伊藤崇文       | 2R 4:01 TKO（パウンド）         | PANCRASE 2008 SHINING TOUR                                                  | 2008年6月1日   |
| ○    | アライケンジ   | 5分3R終了 判定3-0               | PANCRASE 2008 SHINING TOUR                                                  | 2008年3月26日  |
| △    | 五十里祐一     | 5分3R終了 判定1-0               | PANCRASE 2008 SHINING TOUR                                                  | 2008年1月30日  |
| ○    | 高橋渉         | 1R 0:52 KO（パウンド）          | PANCRASE 2007 RISING TOUR                                                   | 2007年11月28日 |
| ○    | フラービオ田中 | 2R 2:59 TKO（左脚骨折）         | PANCRASE 2007 RISING TOUR                                                   | 2007年9月5日   |
| ×    | ヨシロックT    | 2R 2:06 KO（膝蹴り）            | PANCRASE 2007 RISING TOUR                                                   | 2007年2月28日  |
| ×    | 星野勇二       | 5分2R終了 判定0-3               | PANCRASE 2006 BLOW TOUR                                                     | 2006年9月16日  |
| △    | 和田拓也       | 5分2R終了 判定0-1               | PANCRASE 2006 BLOW TOUR                                                     | 2006年4月9日   |
| ×    | 石毛大蔵       | 5分2R終了 判定0-2               | PANCRASE 2005 SPIRAL TOUR                                                   | 2005年11月4日  |
| ○    | 本田朝樹       | 5分2R終了 判定3-0               | PANCRASE 2005 SPIRAL TOUR 【ネオブラッド・トーナメント ウェルター級 決勝】  | 2005年8月27日  |
| ○    | 太田洋平       | 1R 0:09 KO（左フック→パウンド） | PANCRASE 2005 SPIRAL TOUR 【ネオブラッド・トーナメント ウェルター級 1回戦】 | 2005年6月5日   |

### アマチュア総合格闘技
| 勝敗 | 対戦相手   | 試合結果           | 大会名                                                                                     | 開催年月日     |
| △    | 伊勢谷岳広 | 5分2R終了 時間切れ | PANCRASE 2005 SPIRAL TOUR 【パンクラスゲート（ネオブラッドトーナメント出場選手選考試合）】 | 2005年5月1日   |
| △    | 本田朝樹   | 5分2R終了 時間切れ | PANCRASE 2004 BRAVE TOUR 【パンクラスゲート】                                              | 2004年12月21日 |

## 獲得タイトル
- アマチュア
  - 全日本大学グレコローマン選手権 -69kg級 優勝（2001年）[2]
  - 第6回アマチュアパンクラス・オープントーナメント 80kg未満級 優勝（2004年）
- プロ
  - パンクラス 第11回ネオブラッド・トーナメント ウェルター級 優勝（2005年）